# 蘇州市市旗
蘇州市市旗，是中國江蘇省蘇州市的市旗，創始於1995年12月4日蘇州市人民政府頒佈政府令《蘇州市市旗方案》，然而，中共中央辦公廳及國務院辦公廳於1997年11月18日發表《中共中央辦公廳、國務院辦公廳關於禁止自行製作和使用地方旗、徽的通知》，要求各級地方政府禁止自行製作和使用地方旗及地方徽，宁波、南京、广州等城市相繼廢除地方旗及地方徽。蘇州市政府並沒有廢除市旗，卻鮮少在公開場合使用，市旗亦不在市內流通，僅以市徽作蘇州代表。

## 設計
蘇州市市旗的形狀、顏色、以及市徽圖案，無論在旗幟正面或背面看時都是一樣，只是方向有所不同。旗幟正面為旗桿在左之一面，為旗桿在右之旗幟背面，均應對應製作。市旗和市徽的規格和使用方法，由1995年4月26日蘇州市第十一屆人民代表大會常務委員會第15次會議通過市徽樣式，以及同年12月4日生效的《蘇州市市旗方案》具體訂明。蘇州市政府同時制定了展示市旗和市徽時必須遵從的條件，以下作出相關簡述。

### 象徵意義
旗面背景為藍色，代表「和平、進步、發展」，而市旗中央則繪有市徽圖形。市徽直徑為市旗的三分之一，市徽中央是紅色水城門（可能為盤門），城門下有白色流水，外環呈白色，外環下部有蘇州的漢語拼音SUZHOU。圖形市徽象徵「日月同輝，天長地久」；兩個圓形組成的偏心圓展示蘇州勃勃生機，燦爛輝煌的明日；水城門則表示蘇州是歷史悠久的文化名城；城門下流水代表蘇州是江南水鄉。

### 詳細標準
《蘇州市市旗方案》和蘇州市第十一屆人民代表大會常務委員會第15次會議通過的市徽樣式訂明了蘇州市市旗的繪畫方式。旗幟長寬比例為1:1.68，矩形，所有旗幟必須以指定比例及定位繪畫，方算符合規格。

## 沿革

### 維護和使用

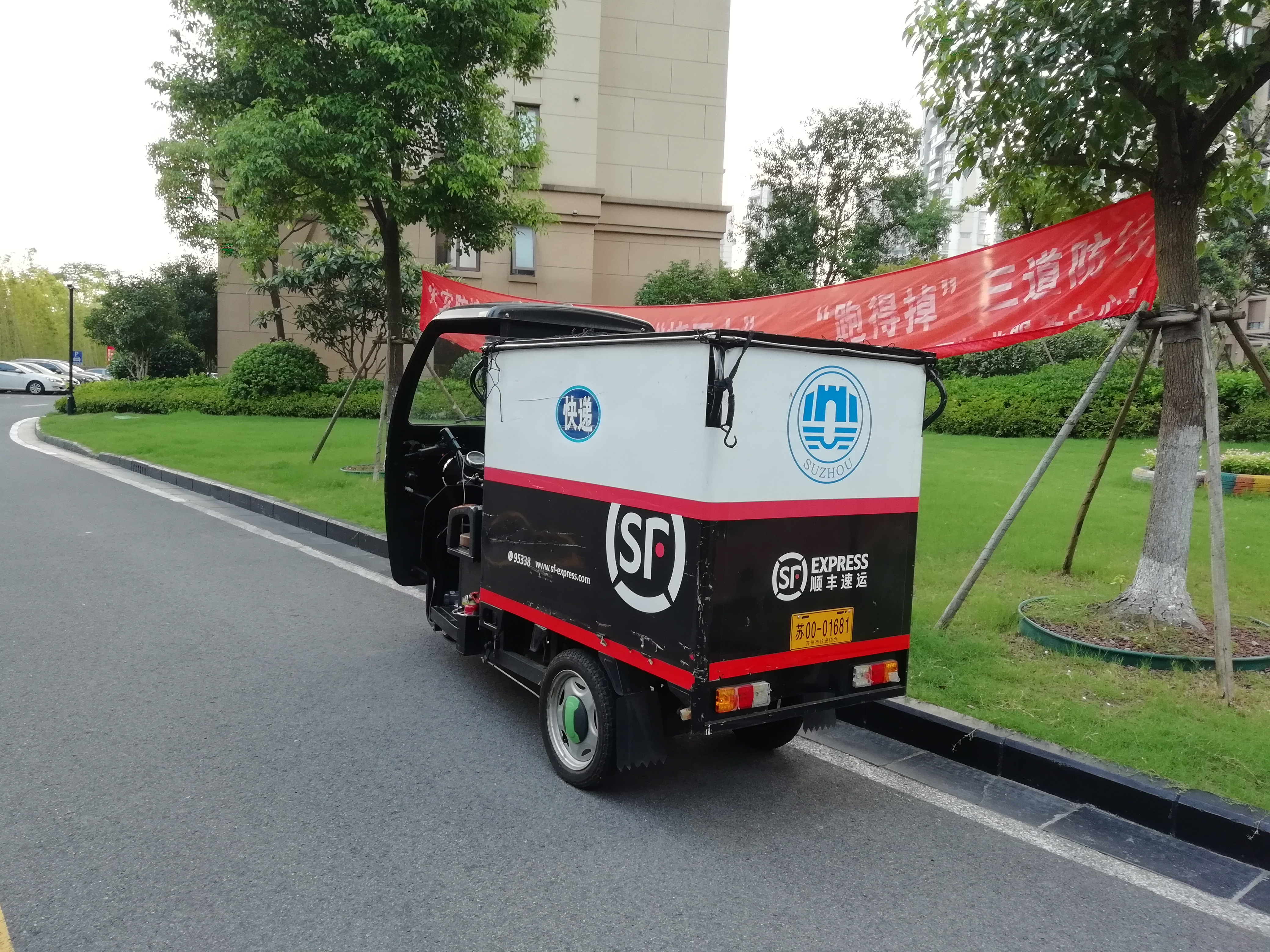
印有苏州市市徽的顺丰速运电动三轮车

蘇州市市政府特設蘇州市市標管理辦公室，處理蘇州市市旗及市徽的事宜。蘇州市市標管理辦公室在1997年4月26日，蘇州建城2511週年發行兩套以市旗市徽為主題的「中國蘇州市市標市旗首發紀念磁卡絕版珍藏」，可以一年內每卡一人免費參觀蘇州博物館、民俗博物館、碑刻博物館、戲曲博物館。
蘇州在2006年參加杭州世界休閒博覽會，以市旗市徽為蘇州代表，在蘇州展馆舉行升旗活動。